# Завршетак болести
Завршетак болести је коначни исход развоја једне болести која се може различито окончати; потпуним оздрављењем, инвалидитетом и смртним исходом.

## Облици завршетка болести

#### Потпуно оздрављење
Потпуно оздрављење, (лат. restitutio ad integrum, sanatio ad integrum). је најчешћи облик завршетка болести. Потпуно оздрављење карактерише одсуство било какви трагова прележане болести. Може настати спонтано без примене терапијских процедура или након завршетка, правилно спроведених процедура терапије.
- Реконвалесценција. је период који по завршеном излечењу појединих болесника, краће или дуже време може бити праћено одређеним субјективним тегобама.

#### Инвалидност
Инвалидност,(лат. residuum morbi - остатак) је стање настало у организму болесника након завршетка болести са знацима непотпуног оздрављења. Непотпуно оздрављење карактерише заостајање одређених последица болести. Такви болесници после прележане болести могу бити трајно неспособни или ограничено способних за обављање радних и животних активности, а неки и захтевају сталну туђу негу и помоћ.
Инвалидност је веома сложен друштвени, медицински, лични и породични проблем, посебно када се ради о трајно непокретним, слепим и глувим особама. Такве особе нису у стању да обављају одређене радне обавезе, или ако то и могу онда их обављају у посебним условима, са скраћеним радним временом или у одређеним радним и климатским условима у одређеном делу дана (најчешће видном) итд.
- Рехабилитација инвалида (лат. rehabilitatio - поновно оспособљавање), је повремено или трајно оспособљавање инвалида за обављање свакодневних личних или радних обавеза. Рехабилитација може бити медицинска, радна, социјално-психолошка.

#### Смртни исход
Смртни исход, (лат. egsitus letalis - смртни исход) је најнеповољнији завршетак једне болести који се карактерише престанком функција централног нервног система, кардиоваскуларног и респираторног система. Смртни исход може да настане нагло или постепено.
- Агонија, (грч. agonia-борба са смрћу, ропац). Постепеном смртном исходу може да претходи агонија коју карактерише помућење свести, уз одсуство реакција болесника. Одређен број болесника у агонији може имати и очувану свест. Они у таквом стању једва разумно и једва чујно изговарају речи, или одговарају на постављена питања од стране родбине или лекара.
- Привидна смрт, (лат. latergia - полусвесност) Болесници у агонији имају изразито умањене основне животне функције (рад срца, дисања, функције централног нервног система), па се може десити да се од стране нестручних лица прогласе мртвим. Код болесника у привидној смрти пажљивим испитивањем може се утврдити да ли су им рад срца и дисање очувани. Зато је од изузетне важности да се о настанку смрти неке особе обавезно изјасни стручно лице.